# Crackare
Crackare eller knäckare (engelska cracker, se crack) är en person som arbetar med  crackning, det vill säga att ta sig förbi säkerhetssystem i datorvärlden. "Crackare" kan vara andras benämning av en som själv benämner sig hackare (datorentusiast med ett stort intresse av att få fullständig förståelse av datorsystem). Gränsen mellan de båda begreppen kan vara svår att dra.

## Olika ord och betydelser
På engelska används ibland termen black hat för crackare som sysslar med olagligheter eller har onda intentioner, och white hat för crackare som till exempel är lejd för att testa säkerheten hos ett företag. Virusskapande och att ta över andra personers datorer kan göras med hjälp av olika program. Personer som använder dessa program utan att ha kunskaper om dem kallas ofta för scriptkiddie eller bara kiddie. 
Vissa crackare ägnar sig åt att förbigå kopieringsskydd för att begå upphovsrättsbrott. Crackning av datorprogram utförs ibland genom att sudda ut hoppinstruktioner i datorprogram med NOP (no operation)-instruktioner, och genom att byta ut villkorliga hoppinstruktioner med motsatt hoppvillkor. Exempelvis 'hoppa om mindre än', byts ut mot 'hoppa om större eller lika med'.

## Crackingmetoder och kända crackare
Crackare kan använda sig av många olika metoder för att bryta sig in i datorer och hemsidor. Metoder som används kan inkludera utnyttjning av säkerhetshål, så kallade SQL-injections eller andra metoder för att bryta sig in i säkerhetsarkitekturen. Social engineering kan också användas för att med olika sociala, manipulativa metoder lura till sig lösenordet av användaren, men är per definition inte detsamma som crackingmetoder som åsyftar tekniska attacker.
Det finns även trojaner som låter crackaren fjärrstyra datorn, kopiera filer eller annat som bara dataägaren skulle kunna göra. Dessa trojaner hittas ofta av antivirusprogram, men det finns även FUD-trojaner (FUD = Fully undetectable), det vill säga en trojan hittas inte av något antivirusprogram. Det finns även crackare som binder sin trojan mot en annan fil, så när du öppnar trojanen kan till exempel en bild samtidigt öppnas.
En av tidernas mest kända hackare och crackare är Kevin Mitnick. Han använde sig flitigt av social engineering och har skrivit böcker i ämnet, Bedrägerihandboken, med originaltiteln Art of Deception, samt Art of Intrusion.
En av Sveriges mest kända hackare kallade sig Mr.Z (Zoltán Kelemen) och ägnade sig mestadels åt crackning. Han knäckte kopieringsskydden på många spel på världens då mest sålda dator Commodore C64 och startade gruppen Triad. Datorspelen spreds sedan vidare bland de svenska hemmen med hjälp av så kallade swappers och vanliga användare.